# Mexcala nigrocyanea
Mexcala nigrocyanea – gatunek pająka z rodziny skakunowatych.
Gatunek ten został opisany w 1886 roku przez Eugène Simona jako Cyllobelus nigro-cyaneus. Do rodzaju Mexcala przeniesiony został w 2009 roku przez Wandę Wesołowską.
Samica ma brązowy karapaks długości 2,7 mm z ciemniejszymi okolicami oczu. Odnóża jasnobrązowe z ciemniejszymi liniami po bokach i ciemnobrązowymi udami. Opistosoma brązowa, długości 4,9 mm, na spodzie jasna z dwoma podłużnymi pasami ciemniejszymi. Na płytce genitalnej samicy dwa zaokrąglone wgłębienia. Jej zbiorniczki nasienne krótsze niż u M. synagelese.
Gatunek znany z Libii, Egiptu i Etiopii.